# Cláudia Semedo
Cláudia Semedo (Oeiras e São Julião da Barra, 18 de enero de 1983) es una actriz, escritora, locutora de radio, dobladora, cronista y presentadora de televisión portuguesa de ascendencia afroeuropea.
Realizó sucesivas participaciones en las mañanas de Antena 3 (en el programa: Manhãs da 3) con Nuno Markl, José Mariño, y Jorge Botas. 
En televisión prepara varias novedades, como un nuevo talk show en las tardes de RTP1 y en un canal para llevar a cabo, con su nombre Cláudia TV.

## Actividad profesional
Actuación

### Televisión
- 2003: Crimes em série [serie de TV]
- 2004: O Jogo (como Carla) [telenovela]
- 2004: Só Gosto De Ti [serie de TV]
- 2006-2007: Jura (como Catarina) [telenovela]
- 2008: Floribella [telenovela]
- 2008: Podia Acabar o Mundo [telenovela]
- 2011: A Última Ceia [serie de TV]
- 2011: Liberdade 21 [serie de TV]
- 2011-2013: Maternidade (como Dra. Teresa Semedo) [serie de TV]
- 2014: Ah Pois! Tá Bem [serie de TV]
- 2014-2015: Água de Mar (como Elisa Melo de Abreu) [telenovela]
- 2016: Aqui Tão Longe (como Sandra) [serie de TV]
- 2016: Donos Disto Tudo (varios personajes) [serie de TV]
- 2017: A Criação (como periodista) [serie de TV]

### Cine
- 2000: As Terças da Bailarina Gorda [cortometraje]
- 2005: O Crime do Padre Amaro (como Carolina)
- 2006: Ricochete (como Rapariga) [cortometraje]
- 2007: DEZbeta (como Ana) [cortometraje]
- 2010: Nuvem Passageira (como Sofia) [cortometraje]
- 2011: O Último Voo do Flamingo'[3] (como Mozambiqueña)
- 2011: Linhas de Sangue (como Dona Rosa) [cortometraje]
- 2011: Catharsis [cortometraje]
- 2018: Mirror Mirror (como Mariana) [cortometraje]
- 2018: Linhas de Sangue (como enfermera)
- 2018: Escola das Artes - o Filme (como Marli)
- 2019: Solum (como Emilia)

### Teatro
- A Viagem de Pedro Afortunado (TNDMII)
- A Noite dos Assassinos (Encenação Manuel Coelho - Presídio da Trafaria)
- Navalha na Carne (Teatro Municipal Amélia Rey Colaço)
- Chorar Para Rir (Teatro Há-de-ver)
- Lisboa Invisível (Teatro Municipal São Luiz e Teatro Meridional)
- Viver é Raso (Auditório Municipal Ruy de Carvalho)
- Em Cima das Árvores (Teatro Municipal Amélia Rey Colaço)
- Antes de Começar (Teatro da Trindade)
- Paredes Meias (Teatro Municipal Amélia Rey Colaço)
- O Amor Não é um Fogão (Teatro Rápido)
- A Bicicleta que Tinha Bigodes (FIAR)
- Torga (Teatro Experimental de Cascais)
- Macbeth (teatro Experimental de Cascais)
- Elfos e Anões (Encenação Natália Luiza - CCC vai às escolas)

### Otras participaciones en la televisión
- Be Different, Be DeLuxe (2007) (TV)
- Globos de Ouro 2006 (2007) (TV)
- "Contacto" (2006) televisión talk-show (2006)
- "Dança Comigo" .... (2 episodios, 2006)
- "HermanSIC" (5 episodios, 2004-2006: 29 de octubre de 2006, 14 de mayo de 2006, 15 de enero de 2006, 16 de octubre de 2005, y 3 de octubre de 2004)
- Globos de Ouro 2005 (2006) (TV)
- "Catarina.com" (2002) magazine de televisión - Reporter

### Algunas publicaciones

#### Libros
- cláudia Semedo, ivana Semedo, lenira Semedo. 2010. Acordar Se(m) Medo. Coleção: Infanto-Juvenil. ISBN  9789727707652

- ------------------, ----------------, -----------------. 2007. Sonhar Se(M)Medo. Coleção: Infanto-Juvenil. ISBN 9789727705849

- ------------------, lenira Semedo. 2006. Adormecer Se(M) Medo. Coleção: Infanto-Juvenil. ISBN  9789727704613

### Doblajes
| Título - nombre del programa | Nombre del personaje |
| ---------------------------- | -------------------- |
| Hannah Montana               | Amber                |
| Cory in the House            | Meena                |